# Pont-Réan
Pont-Réan (Pont-Rigan, en bretón) es una aldea francesa, perteneciente a las comunas de Bruz y de Guichen, en el departamento del Ille-et-Vilaine y la región Bretaña.

## Toponimia
Existen dos hipótesis sobre la etimología de Réan. Réan provendría del bretón y significaría sapo: Pont-Réan querría así pues decir literalmente "Puente Sapo" Réan podría también ser una deformación de redevance o de reance.

## Geografía física
Pont-Réan se encuentra sobre la orilla del río Vilaine, entre Guichen (3,9 km) y Bruz (4,5 km).

## Administración
Pont#-Réan no forma una comuna aparte. Se encuentra bajo la administración de Bruz y de Guichen, Pont-Réan no dispone del estatuto de comuna. El río Vilaine marca la frontera entre la parte administrada por Guichen y la administrada por Bruz.

## Monumentos y lugares turísticos
- Puente de Pont-Réan, construido en 1767. Está clasificado como monumento histórico de Francia desde 1942[4]
- La iglesia de la Inmaculada Concepción, del 1865[5]
- El Castillo de Massais, castillo del siglo XIX, con vestigios del antiguo castillo del 1630[6]
- Molino del Boël, construido en 1652, sobre el río Vilaine, cerrado durante el siglo XVI. Dotado de sólidos contrafuertes, destaca su forma de proa de barco que lo defende la corriente.
- Los restos de numerosas canteras sobre las dos orillas del río Vilaine, entre otras, la cantera de las Landes cerca de Pont-Réan, sitio natural clasificado de 0,78 hectáreas

## Imágenes de Pont-Réan

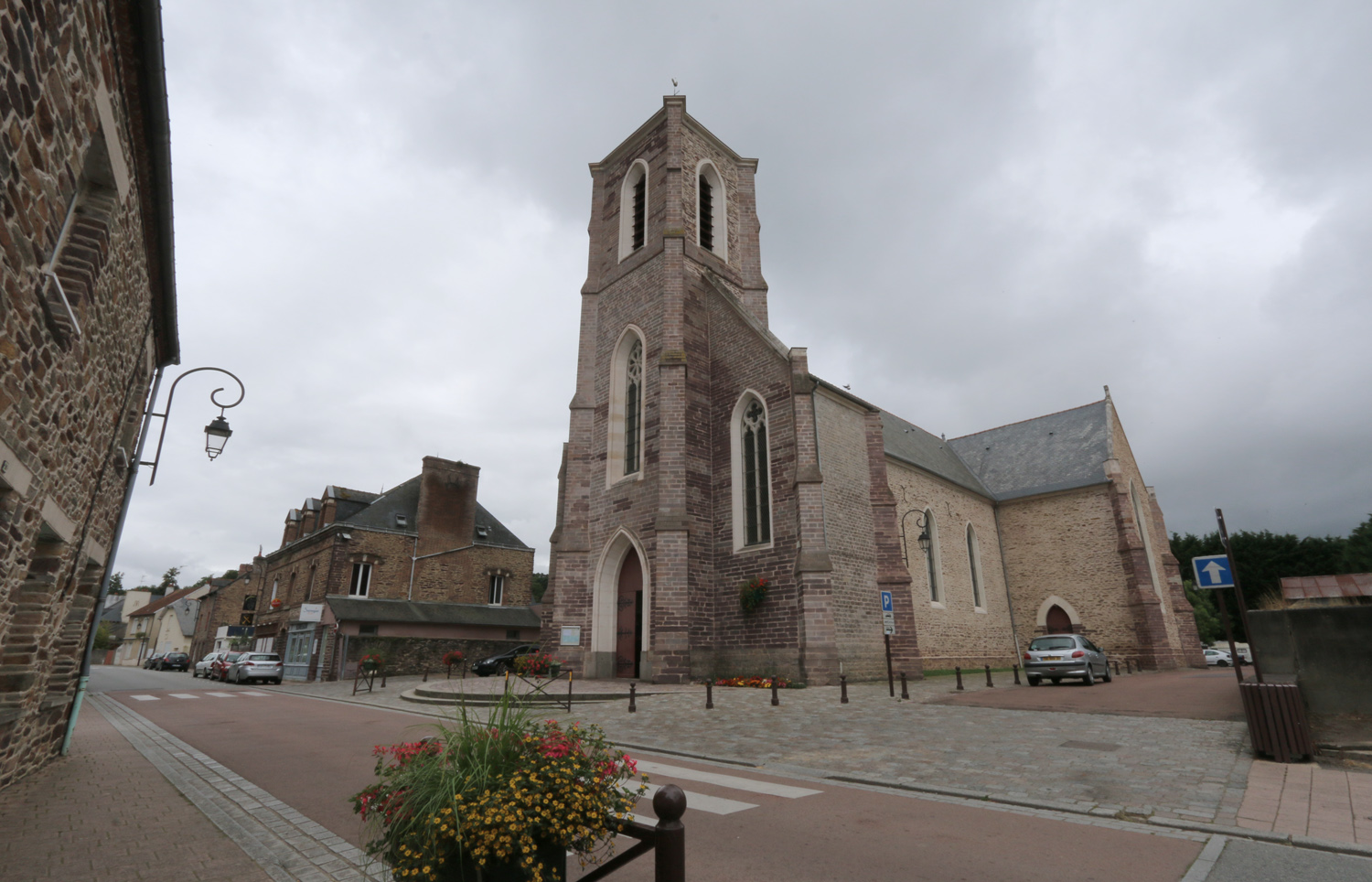
La Iglesia de la Inmaculada Concepción.
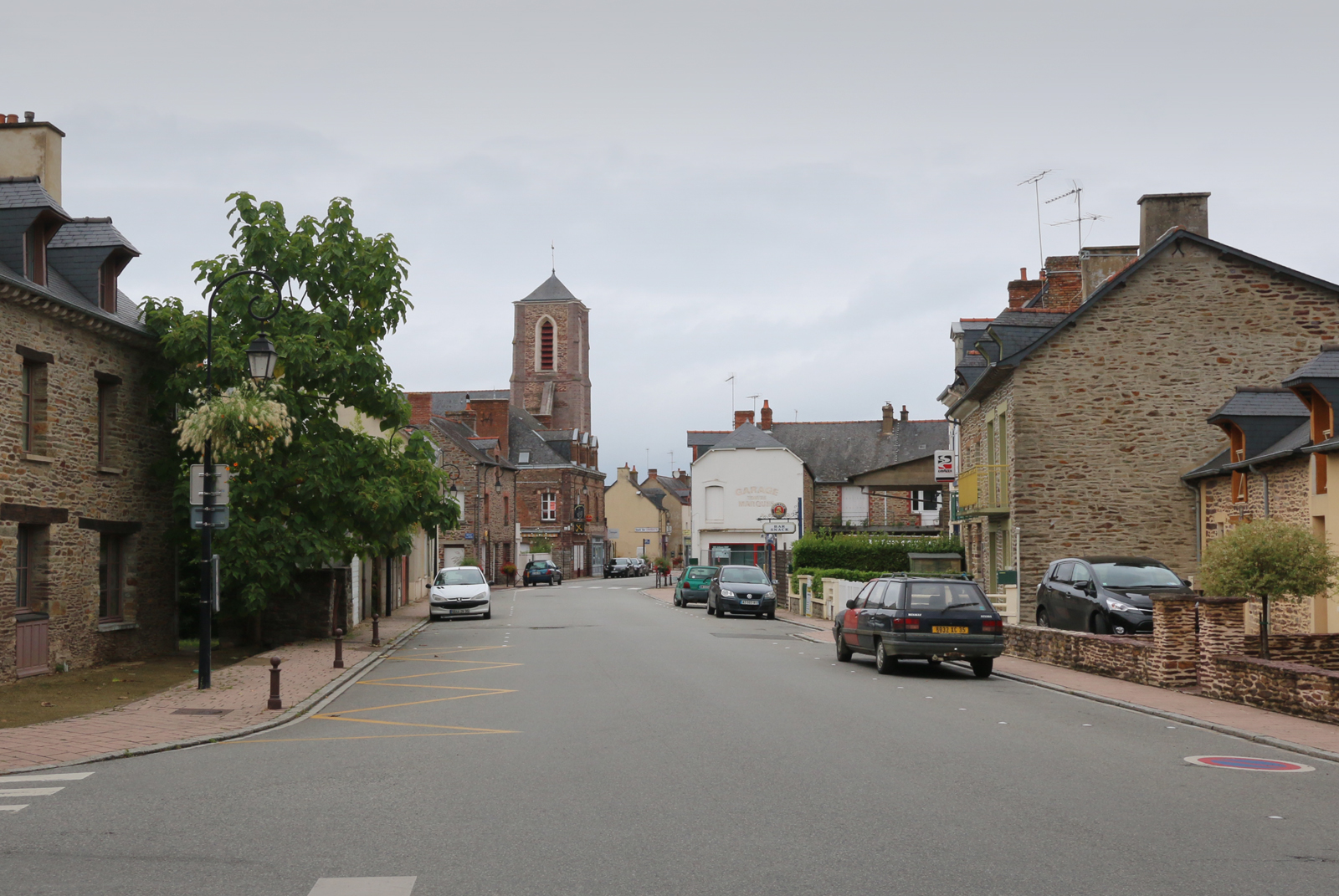
La calle y la Iglesia.
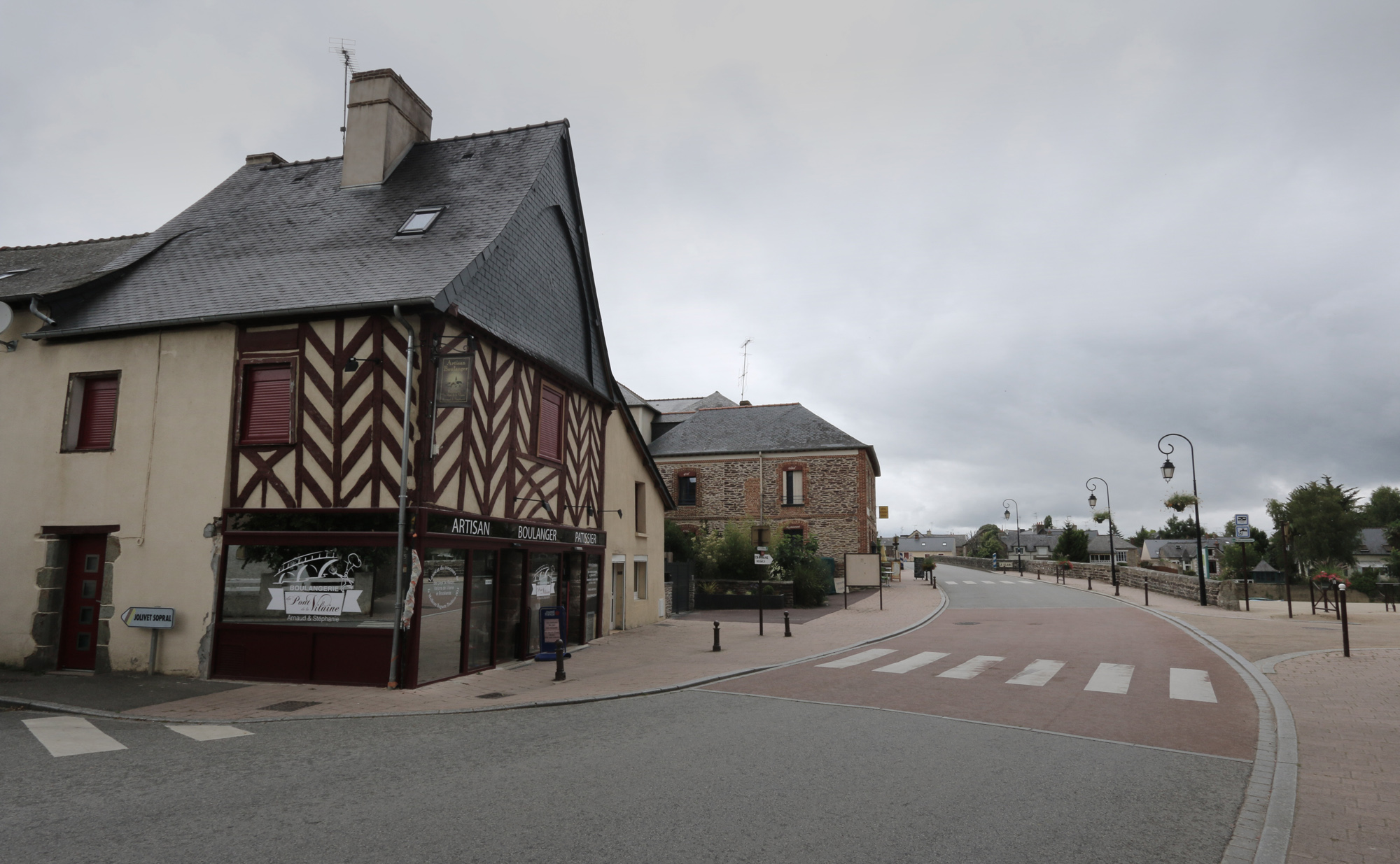
Pont-Réan.
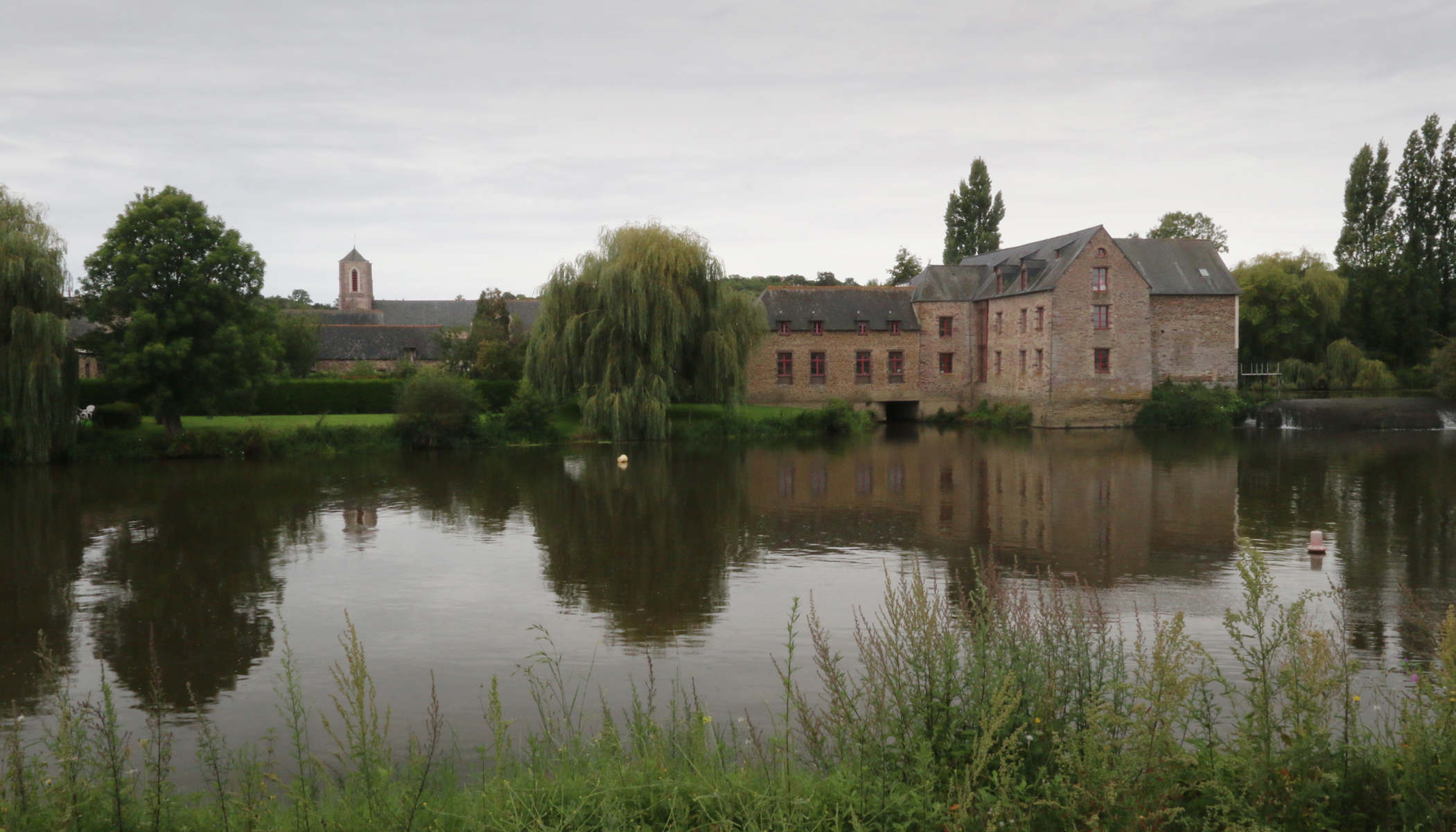
El molino de Pont-Réan.
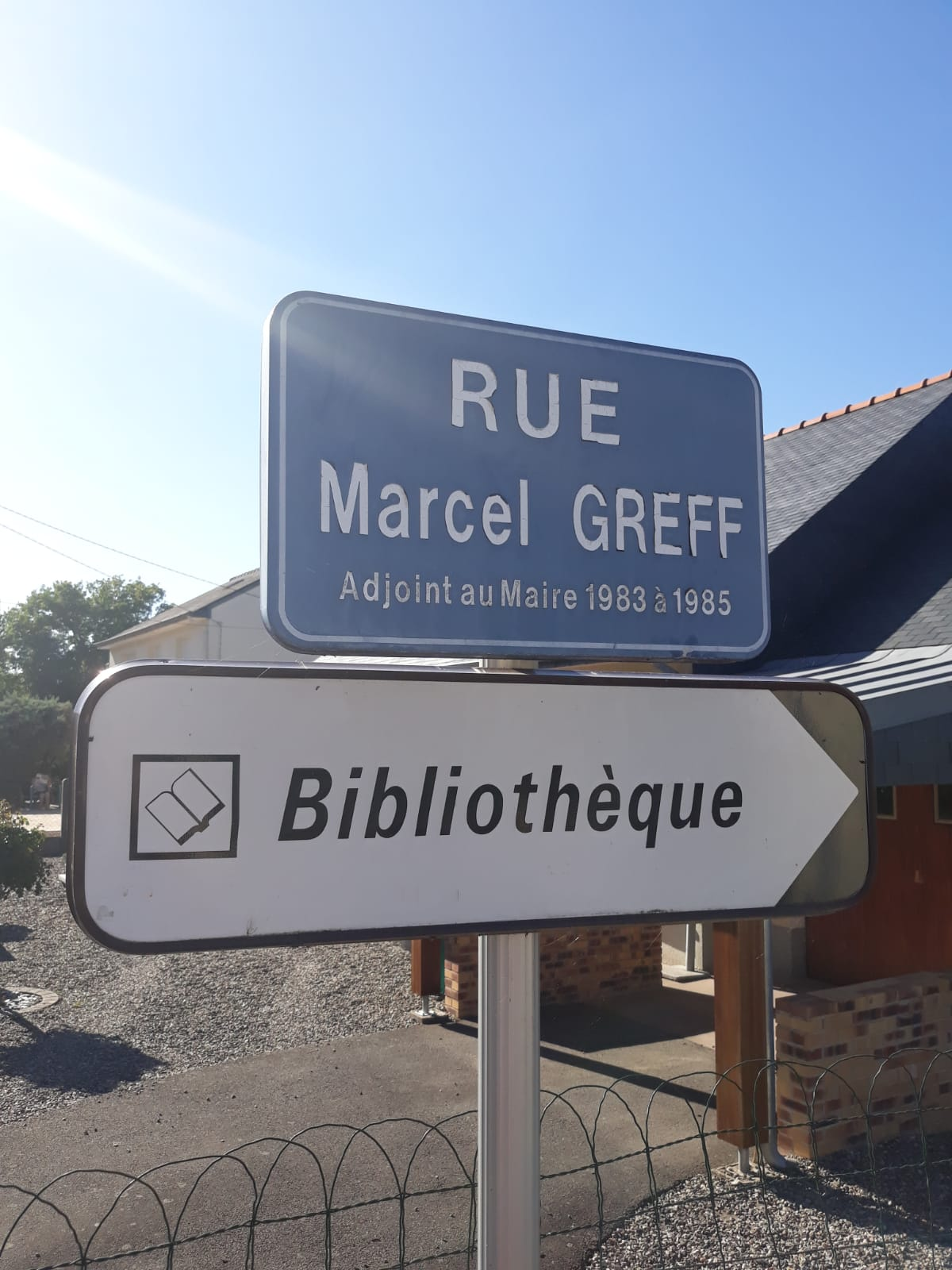
Calle de Marcel Greff, la cual da acceso a la Biblioteca Pública y el Colegio Público homónimo.
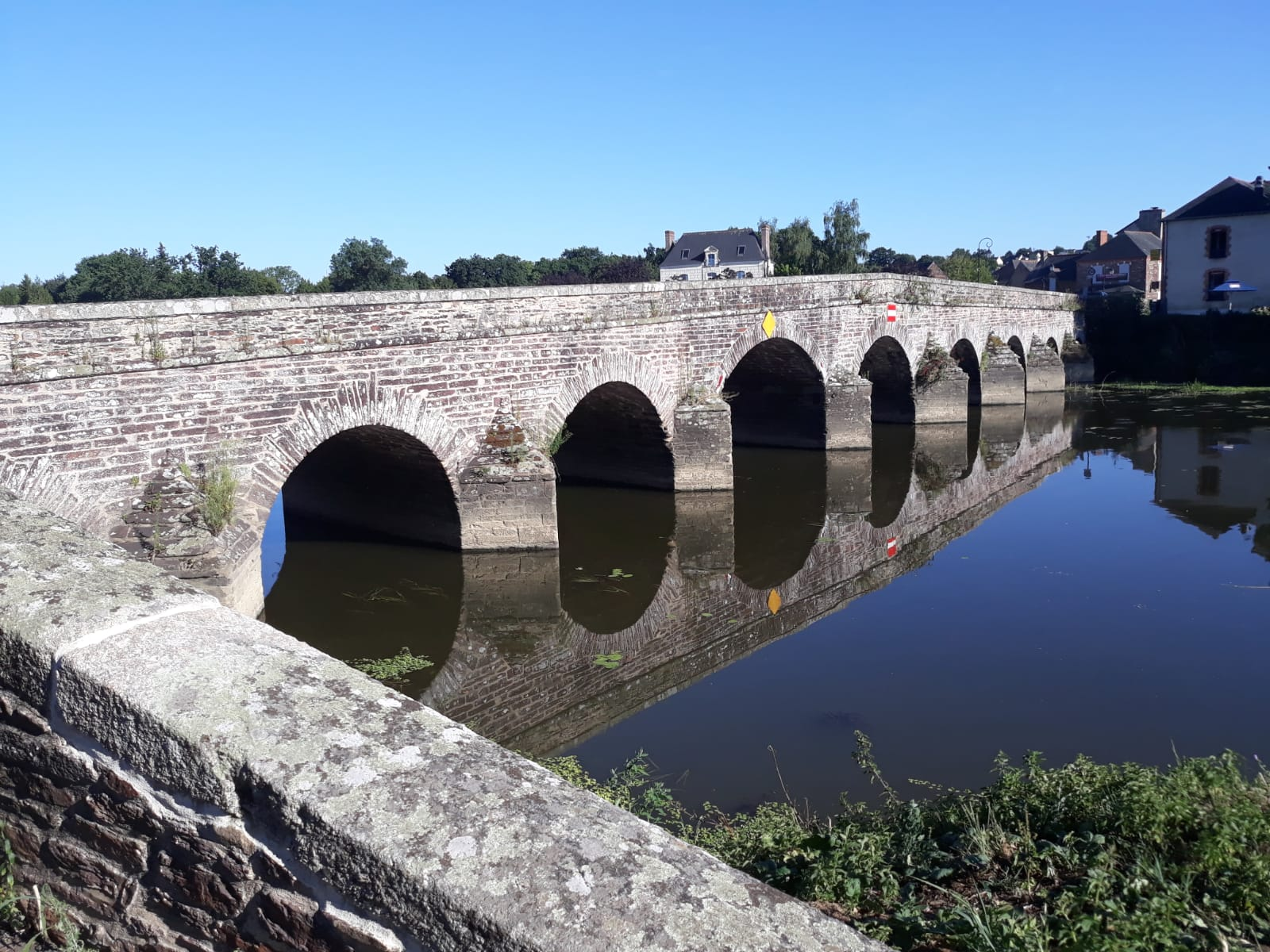
Puente sobre el río Vilaine.